# Delias antara
Delias antara is een vlindersoort uit de familie van de Pieridae (witjes), onderfamilie Pierinae.
Delias antara werd in 1955 beschreven door Roepke.